# ホスホエノールピルビン酸カルボキシキナーゼ
ホスホエノールピルビン酸カルボキシキナーゼ（英: phosphoenolpyruvate carboxykinase、略称: PEPCK）はリアーゼファミリーに属する酵素で、糖新生の代謝経路に利用される。PEPCKはオキサロ酢酸をホスホエノールピルビン酸と二酸化炭素に変換する。
ヒトのPEPCKには、細胞質基質型（PEPCK-C）とミトコンドリア型（PEPCK-M）の2つのタイプが存在する。

## 分類
PEPCKはEC番号で4.1.1に分類されている。反応を駆動するエネルギー源によって、3つの主要なタイプへと分類される。
- 4.1.1.32 – GTP（PCK1（英語版）（PEPCK-C）、PCK2（PEPCK-M））
- 4.1.1.38 – 二リン酸
- 4.1.1.49 – ATP

## 機構
PEPCKはオキサロ酢酸（OAA）をホスホエノールピルビン酸（PEP）と二酸化炭素に変換する。

オキサロ酢酸
ホスホエノールピルビン酸

PEPCKは糖新生とクエン酸回路の分岐段階で機能し、C4分子（炭素数が4の分子）を脱炭酸してC3分子を作り出す。糖新生では、PEPCKはGTPの存在下でOAAに対する脱炭酸とリン酸化を行い、リン酸基の転移に伴ってGDP分子が形成される。枯草菌Bacillus subtilisでは、通常時にPEPからピルビン酸への変換を触媒する酵素であるピルビン酸キナーゼがノックアウトされている場合には、PEPCKがPEPをOAAへ変換する逆方向の反応を行うことでアナプレロティック反応に関与する。この反応は可能であるもののエネルギー的には非常に不利であり、変異株の増殖は非常に遅くなるか、または全く増殖しなくなる。

## 構造
PEPCKはヒトでは細胞質基質型のPEPCK-C（P35558）とミトコンドリア型のPEPCK-M（Q16822）の2つのアイソフォームが存在し、両者の配列は63.4%が同一である。PEPCK-Cは糖新生に重要である。
PEPCKのX線結晶構造解析によって、PEPPCKの構造と酵素活性機構に関する知見が得られている。大腸菌Escherichia coliのPEPCKの構造が解かれ、活性部位はN末端ドメインとC末端ドメインの間に位置し、両ドメインが回転することで閉じることが観察されている。また、ニワトリ肝臓ミトコンドリアのPEPCKのMn2+、Mn2+-PEP、Mn2+-GDPとの複合体構造により、どのように反応を触媒するかに関する情報が得られている。
大腸菌のPEPCKでは、ATPの結合の際にATPのリン酸基が重なり型の立体配座をとることでリン酸基の転移が促進される。重なり型配座は高エネルギー状態であるため、リン酸基転移の活性化エネルギーが減少し、転移はより容易になる。この転移はSN2反応と似た機構で起こると考えられている。
PEPCKをコードする遺伝子は多くの種に存在するが、そのアミノ酸配列は種ごとに異なる。例えば、ヒト、大腸菌E. coli、トリパノソーマTrypanosoma cruziでは、その構造と基質特異性は異なる。

## 機能

### 糖新生
細胞質基質型のPEPCK（PEPCK-C）は、グルコース合成経路である糖新生の不可逆的段階を触媒する。そのため、この酵素はグルコース恒常性に必要不可欠であると考えられており、PEPCK-Cを過剰発現したマウスは2型糖尿病を発症する。PEPCK-Cが糖新生で果たす役割はクエン酸回路の影響を受ける可能性があり、クエン酸回路の活性とPEPCK-Cの存在量は直接的に関係していることが判明している。マウスの肝臓におけるPEPCK-Cのレベルは糖新生のレベルと高い相関があるわけではない。さらに、マウスの肝臓ではほぼPEPCK-Cのみが発現されているのに対し、ヒトではミトコンドリア型のPEPCK（PEPCK-M）も存在しており、PEPCK-Mも糖新生を行う能力を有する。そのため、糖新生におけるPEPCK-CとPEPCK-Mの役割はより複雑であり、多くの因子が関与している可能性がある。

### 動物
動物では、PEPCKが触媒する反応は糖新生の律速段階である。血糖値は通常一定の範囲内に維持されるが、その一部はPEPCKの遺伝子発現の正確な調節によるものである。マウスにおけるこの酵素の過剰発現によって、ヒトで最も一般的な糖尿病の形態である2型糖尿病の症状が引き起こされることは、PEPCKのグルコース恒常性における重要性を強調するものである。血糖値の恒常性は重要であり、肝臓では多数のホルモンによってグルコース合成速度を調節する遺伝子群（PEPCKを含む）の調節が行われている。
PEPCK-Cは2つの異なるホルモン機構によって制御されている。PEPCK-Cの活性は副腎皮質のコルチゾールと膵臓のα細胞のグルカゴンの分泌に伴って増大する。グルカゴンはアデニル酸シクラーゼの活性化を介してcAMPのレベルを増加させることでPEPCK-Cの発現を間接的に上昇させる。cAMPはCREBタンパク質のセリン133番残基のリン酸化をもたらし、その後CREBはPEPCK-C遺伝子上流のcAMP応答性エレメントに結合してPEPCK-Cの転写を誘導する。一方コルチゾールは、副腎皮質から放出されると肝細胞の脂質膜を通過し（コルチゾールは疎水性のため直接細胞膜を透過することができる）、グルココルチコイド受容体に結合する。この受容体は二量体化し、核へ移行してCREBと同様にグルココルチコイド応答性エレメントに結合してPEPCK-Cの転写を誘導する。コルチゾールとグルカゴンには強力な相乗効果が存在し、コルチゾールやグルカゴンのいずれか一方のみでは到達できないレベルにまでPEPCK-C遺伝子は活性化される。PEPCK-Cは肝臓、腎臓、脂肪組織に最も多く存在している。
アメリカ合衆国環境保護庁とニューハンプシャー大学との共同研究により、PBDE混合物の難燃剤DE-71のPEPCKの酵素反応への影響が調査され、PBDEはin vivoでおそらくプレグナンX受容体の活性化を介して肝臓でのグルコースと脂質の代謝を悪化させ、全身のインスリン感受性に影響を与える可能性があることが示された。
ケース・ウェスタン・リザーブ大学の研究者らは、骨格筋でのPEPCK-Cの過剰発現によってマウスはより活発、攻撃的で長寿命となることを発見した。

### 植物
PEPCK（EC 4.1.1.49）は、C4植物とCAM植物で無機炭素の濃縮に用いられる3つの脱炭酸酵素の1つである。他の2つは、NAD-リンゴ酸酵素とNADP-リンゴ酸酵素である。C4植物における炭素固定では、二酸化炭素はまず葉肉でホスホエノールピルビン酸とともに固定されてオキサロ酢酸が形成される。PEPCK型のC4植物ではオキサロ酢酸はその後アスパラギン酸に変換され、維管束鞘へ移動する。維管束鞘細胞では、アスパラギン酸はオキサロ酢酸に再変換される。PEPCKは維管束鞘でオキサロ酢酸を脱炭酸して二酸化炭素を放出し、二酸化炭素はその後RubisCOによって固定される。PEPCKによる1分子の二酸化炭素の産生によって1分子のATPが消費される。C4型の炭素固定を行う植物ではPEPCKの活性は細胞質基質に局在している。PEPCKは多くの異なる種の植物に見つかるが、師部周辺の細胞を含む特定の細胞種でのみ見られる。
キュウリCucumis sativusでは、細胞のpHを低下させる複数の処理によってPEPCKのレベルが増加することが発見されているが、これらの影響は植物の一部で特異的にみられるものである。塩化アンモニウムを含むpHの低い溶液や酪酸を含む溶液で水やりを行った植物では、根や茎でPEPCKのレベルが上昇する。しかし、このような条件でも葉のPEPCKのレベルは上昇しない。環境中の二酸化炭素濃度を5%にすると、葉のPEPCKの存在量が増加する。

### 細菌
PEPCKの役割を研究するため、大腸菌E. coliでの組換えDNAによる過剰発現が行われている。
結核菌Mycobacterium tuberculosisのPEPCKは、マウスのサイトカイン活性を上昇させ免疫系の反応を引き起こすことが示されている。そのため、PEPCKは結核に対する効果的なサブユニットワクチン（特定の抗原成分のみを含むワクチン）の開発に適した成分となる可能性がある。

## 臨床的意義

### がんにおける活性
PEPCKは近年になってがん研究の対象とみなされるようになった。ヒトの腫瘍やがん細胞系統（乳がん、結腸がん、肺がん）において、代謝に役割を果たすのに十分なレベルでPEPCK-M（PEPCK-Cではない）が発現していることが示された。そのため、PEPCK-Mはがん細胞で、特に栄養源枯渇や他のストレス環境下において何らかの役割を果たしている可能性がある。

## 調節

### ヒト
PEPCK-Cの産生と活性の双方が多くの因子によって増加する。PEPCK-C遺伝子の転写はグルカゴン、グルココルチコイド、レチノイン酸、cAMPによって促進され、インスリンによって阻害される。中でも1型糖尿病で欠損しているホルモンであるインスリンは、多くの促進性エレメントの効果を阻害する主要な要素であると考えられている。PEPCKの活性は硫酸ヒドラジンによっても阻害され、PEPCKの阻害は糖新生の速度を低下させる。
長期のアシドーシス下では、より多くアンモニア（NH3）を分泌し炭酸水素イオン（HCO3−）を産生するために近位尿細管の刷子縁細胞でPEPCK-Cのアップレギュレーションが起こる。
GTP依存的なPEPCKの活性は、マンガンイオン（Mn2+）とマグネシウムイオン（Mg2+）の存在下で最大となる。極めて反応性の高いシステイン残基（C307）が活性部位へのMn2+の結合に関与している。

### 植物
上述したように、低pHの塩化アンモニウム溶液で水やりが行われた植物ではPEPCKの存在量が増大するが、高pHではこの効果は起こらない。